# Charles Critchfield
Charles Louis Critchfield (7 de junio de 1910 - 12 de febrero de 1994) fue un físico matemático estadounidense. Graduado de la Universidad George Washington, donde obtuvo su doctorado en física bajo la dirección de Edward Teller en 1939, realizó investigaciones en balística en el Instituto de Estudios Avanzados de Princeton y en el Laboratorio de Investigación Balística del Campo de Pruebas de Aberdeen, y recibió tres patentes por diseños mejorados de sabots.
En 1943, Teller y Robert Oppenheimer persuadieron a Critchfield para que fuera al Laboratorio Nacional de Los Álamos del Proyecto Manhattan, donde se unió a la División de Artillería bajo el mando del capitán William Parsons en las armas de fisión tipo cañón, Little Boy y Thin Man. Después de que se descubrió que el diseño de Thin Man no funcionaría, fue transferido a la División de Aparatos de Robert Bacher como líder del grupo Iniciador, que era responsable del diseño y prueba del iniciador de neutrones "Urchin" que proporcionó la ráfaga de neutrones que inició la detonación nuclear del arma Fat Man.
Después de la guerra se convirtió en profesor en la Universidad de Minnesota, y luego vicepresidente de investigación en la división Convair de General Dynamics, donde trabajó en la familia de cohetes Atlas. En 1961, J. Carson Mark y Norris Bradbury le ofrecieron un puesto en Los Alamos, que ocupó hasta que se jubiló en 1977.

## Primeros años de vida
Charles Louis Critchfield nació en Shreve, Ohio, el 7 de junio de 1910, y creció en Washington D. C.   Recibió su licenciatura (1934) y maestría (1936) en matemáticas de la Universidad George Washington, donde también obtuvo un doctorado en Física (1939) bajo la dirección de Edward Teller.
Durante los estudios de posgrado de Critchfield, el colega de Teller , George Gamow  le presentó a Hans Bethe, con quien escribió un artículo en 1938, que analizaba la fusión nuclear de protones en deuterones. El año siguiente, Bethe demostró que este proceso es un eslabón clave en la reacción en cadena protón-protón y el ciclo CNO, que son las principales formas en que se libera energía nuclear en el núcleo solar y en las estrellas masivas.  En 1967, Bethe recibió el Premio Nobel por este trabajo sobre la nucleosíntesis estelar.

## Segunda Guerra Mundial
Después de graduarse, Critchfield enseñó óptica durante un año en la Universidad de Rochester por invitación de Victor Weisskopf. En 1940, recibió una beca del Consejo Nacional de Investigación y comenzó a trabajar con Eugene Wigner en el Instituto de Estudios Avanzados de Princeton. En ese momento, Robert Kent acababa de reclutar a John von Neumann para el consejo asesor del Laboratorio de Investigación Balística en el Campo de Pruebas de Aberdeen. Critchfield se unió a von Neumann y Wigner allí en varias visitas.

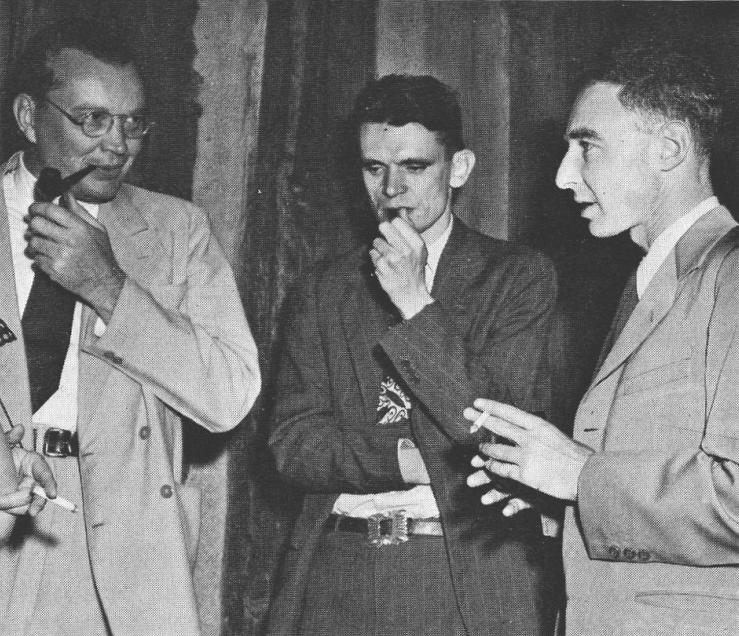
Eric Jette, Charles Critchfield y Robert Oppenheimer en Los Álamos

En 1942, después de una breve estancia en la Universidad de Harvard, Critchfield fue a la Institución Carnegie de Washington, donde continuó sus estudios balísticos, que dieron como resultado tres patentes para diseños mejorados de sabots. Debido a su experiencia en balística, Teller y Robert Oppenheimer persuadieron a Critchfield para que fuera al Laboratorio Nacional de Los Álamos del Proyecto Manhattan en 1943, donde se unió a la División de Artillería bajo el mando del capitán William Parsons. Como líder del grupo de objetivos, proyectiles y fuentes, trabajó en las armas de fisión tipo cañón, Little Boy y Thin Man. 
En abril de 1944, el Proyecto Manhattan experimentó una crisis cuando Emilio Segrè descubrió que el plutonio producido en reactores nucleares no funcionaría en Thin Man.  En respuesta, Oppenheimer reorganizó completamente el laboratorio para centrarse en el desarrollo de un arma nuclear de tipo implosión en agosto. Reasignó a Critchfield a una nueva División de Gadget bajo el mando de Robert Bacher, como líder del grupo Iniciador. Este grupo fue responsable del diseño y prueba del iniciador de neutrones "Urchin", que proporcionó una ráfaga de neutrones que inició la detonación nuclear del arma Fat Man. 

## Posguerra
Critchfield abandonó Los Álamos en 1946 y regresó a la Universidad George Washington, pero pronto se fue para unirse a Wigner en el Laboratorio Nacional de Oak Ridge. En 1947 se convirtió en profesor asistente en la Universidad de Minnesota, donde participó, junto a Edward P. Ney y John R. Winckler, en un proyecto clasificado para mejorar la tecnología de los globos.  Allí, junto con Leland S. Bohl, inventó y patentó el globo de forma natural,  y participó, junto con Ney y su alumna Sophie Oleksa, en una búsqueda temprana de electrones de rayos cósmicos primarios. 
En 1955, después de ascender a profesor titular en Minnesota, Critchfield se convirtió en vicepresidente de investigación en la división Convair de General Dynamics.  Aquí trabajó en la familia de cohetes Atlas, que comenzó como una serie de misiles balísticos intercontinentales y evolucionó hasta convertirse en vehículos de lanzamiento para el Proyecto Mercury y muchas otras misiones espaciales. También creó el Laboratorio de Investigación Científica de Convair, cuyo personal debía actuar como consultor para las divisiones de ingeniería de la empresa y realizar investigaciones científicas básicas. En 1957, el estudiante de Critchfield, William C. Erickson, se unió al personal y creó el Observatorio de Radio Clark Lake.  En 1963, esta instalación, donde las observaciones se centraban en ondas de radio de longitud de onda larga, fue transferida a la Universidad de Maryland, donde Erickson se había convertido en profesor. Aunque el observatorio original ha sido abandonado, se continúan realizando investigaciones similares en el Long Wavelength Array, de mucho mayor tamaño, en el centro de Nuevo México. 

## Vida posterior
A principios de noviembre de 1959, el Secretario de Defensa del Presidente Dwight D. Eisenhower, Neil H. McElroy, eligió a Critchfield para dirigir la Agencia de Proyectos de Investigación Avanzada de Defensa. McElroy esperaba que Critchfield pudiera arreglar el problemático programa de misiles del país, pero Critchfield se mostraba reacio a trabajar con el salario de 19.000 dólares del director. McElroy luego ofreció permitir que Critchfield sirviera sin paga, y que el gobierno pagara solo sus gastos de $15 por día, mientras permitía que Critchfield continuara recibiendo su salario de Convair de alrededor de $40,000. Critchfield aceptó esta oferta, pero se enfrentó a una tormenta de críticas políticas y de los medios de comunicación por el conflicto de intereses que implicaba dirigir una agencia que hacía negocios con Convair por valor de 4 millones de dólares cada año. Critchfield luego retiró su nombre de la consideración.
En 1961, Critchfield aceptó una cátedra en la Universidad de Wisconsin, pero antes de mudarse a Madison, sus amigos de Los Álamos, J. Carson Mark y Norris Bradbury, le ofrecieron un puesto allí que aceptó.  Ocupó este cargo hasta su jubilación en 1977, pero continuó su vinculación con el laboratorio hasta su muerte tras una larga batalla contra el cáncer el 12 de febrero de 1994. Su obituario en Physics Today fue escrito por Carson Mark, Louis Rosen, Edward Teller y Roger Meade.
Charles Critchfield está enterrado junto a su esposa, Jean, en el cementerio Guaje Pines en el condado de Los Álamos, Nuevo México.

## Libros
- Teoría del núcleo atómico y de las fuentes de energía nuclear (1949) - en coautoría con George Gamow